# Rafael de Bustos y Castilla-Portugal
Rafael de Bustos y Castilla-Portugal (Huéscar, Granada, 28 d'abril de 1807 - Archena, Múrcia, 16 de març de 1894) va ser un polític i aristòcrata espanyol titulat marquès de Corvera.

## Biografia
Granadí d'ascendència familiar murciana, va abandonar la seva terra natal per doctorar-se, en 1825, en Dret en la Universitat d'Alcalá de Henares. D'enorme talent jurídic, la seva carrera va resultar molt brillant. En el camp de la política, en 1850 va ser escollit Diputat a Corts per Múrcia, càrrec que mantindria en successives eleccions fins a 1857. Amant de la província d'on provenia la seva família va promoure, entre d'altres, la construcció de carreteres, ponts, fars en la costa, defenses de l'aigua del Segura per a regadiu i trajectes de ferrocarril. La ciutat de Múrcia el va nomenar fill adoptiu.
Sent governador de Madrid va fer construir la Casa de la Moneda. Va fundar la Reial Acadèmia de Ciències Morals i Polítiques fou nomenat ministre de Foment durant el regnat d'Isabel II. En prova dels seus mèrits durant la restauració borbònica Alfons XII d'Espanya li va atorgar en 1875 el títol de marquès de Corvera, amb Grandesa d'Espanya. Això li facilità ser senador per dret propi i se li va atorgar l'Orde del Toisó d'Or.